# NStB Turnau - Chrudim
Az NStB TURNAU - CHRUDIM egy szerkocsisgőzmozdony-sorozat volt az osztrák–magyar k.k. Nördlichen Staatsbahnnál (NStB).

## Története
Az NStB ezt a 18 db mozdonyt a WEB-től vásárolta 1852-ben. A gyár ugyanabban az évben két egymást követő sorozatban szállította a mozdonyokat (hét és tizenegy db) eltérő kazánméretekkel (lásd a táblázatban). A mozdonyok a 117-134 pályaszámokat és a TURNAU, RAITZ, ŘIP, NACHOD, ADERSBACH, ŽIŽKABERG, TRAUTENAU, NEPOMUK, NEUHAUS, ŠARKA, NEUWALD, FALKENAU, PRACHIN, KRUMAU, HOŘOWIC, EULE, BYDSCHOW, CHRUDIM neveket kapták.
Amikor 1855-ben az NStB-t privatizálták, az új tulajdonos StEG a 382-399 pályaszámokat adta a mozdonyoknak. 1873-ban a második számozási rendszerben ezeket 316-333-ra változtatta és a IIIf osztályba sorolta őket. 1897-ben a maradék két mozdony (a FALKENAU és az EULE) a 2153 és a 2154 pályaszámokat kapta.
1900-ban mindkettőt selejtezték.
A k.k. Südöstliche Staatsbahn (SöStB) 1852-ben szintén vásárolt 2 db 2B tengelyelrendezésű mozdonyt a Bánáti Steyerdorfer Montanbahn (Reschitza–Orawicza) számára, amelyek megegyeztek a 11 db nagyobb kazánteljesítményű gépekkel. Ezek a 125-126 pályaszámokat és a RESCHITZA valamint az ORAVITZA neveket kapták.

## Fordítás
- Ez a szócikk részben vagy egészben  a   NStB – Turnau bis Chrudim című német Wikipédia-szócikk fordításán alapul.  Az eredeti cikk szerkesztőit annak laptörténete sorolja fel. Ez a jelzés csupán a megfogalmazás eredetét és a szerzői jogokat jelzi, nem szolgál a cikkben szereplő információk forrásmegjelöléseként. Az eredeti szócikk forrásai szintén ott találhatóak.